# Courdemanche, Sarthe
Courdemanche là một xã trong vùng hành chính Pays de la Loire, thuộc tỉnh Sarthe, quận La Flèche, tổng Le Grand-Lucé. Tọa độ địa lý của xã là 47° 49' vĩ độ bắc, 00° 34' kinh độ đông. Courdemanche nằm trên độ cao trung bình là 125 mét trên mực nước biển, có điểm thấp nhất là 53 mét và điểm cao nhất là 137 mét. Xã có diện tích 24,2 km², dân số vào thời điểm 2004 là 626 người; mật độ dân số là 26 người/km². Xã nằm giữa Le Mans (38 km) và Tours (52 km), cách Le Grand-Lucé 10 km.